# Ruoska
 (septembre 2015).
Si vous disposez d'ouvrages ou d'articles de référence ou si vous connaissez des sites web de qualité traitant du thème abordé ici, merci de compléter l'article en donnant les références utiles à sa vérifiabilité et en les liant à la section « Notes et références ».
Ruoska est un groupe de metal industriel finlandais, originaire de la municipalité de Juva. Les paroles sont exclusivement en finnois. Avant de joindre Ruoska, Mennander était le chanteur de Battlelore. Il est actuellement sans contrat ou signe avec un label encore inconnu à ce jour.

## Biographie
Ruoska (en finnois « fouet ») est formé en 2002, avec d'anciens membres du groupe de comedy rock Natsipaska. Son premier album intitulé Kuori est enregistré la même année. Des fans et critiques reconnaissent chez Ruoska un nouveau genre musical, et la popularité du groupe grandit. Après une apparition dans deux clips vidéo, Kiroan et Epilogi, et après avoir enregistré un single, Aurinko ei Nouse, le groupe enregistre l'album Riisu en 2003, d'où provient le titre Darmstadt. Après la publication de l'album, Ruoska établit un son plus industriel grâce aux matériels achetés. Sa popularité augmente lorsque Till Lindemann, le chanteur Neue Deutsche Härte du groupe allemand Rammstein, commente dans un magazine finlandais le nouveau single Darmstadt en disant qu'il était des plus remarquables,. Après plusieurs concerts, le chanteur du groupe, Patrik Mennander, rejoint le groupe de metal symphonique Battlelore pour quelque temps.
Le cinquième album de Ruoska, Rabies, est publié le 9 avril 2008. Deux titres de cet album, Pirunkieli et Helvettiin Jäätynyt, deviennent populaires, mais pas autant que Mies yli laidan et Alasin. Ils apparaissent dans un clip vidéo intitulé Ei Koskaan, qui a une connexion directe avec Mies yli laidan. Le Rabies Tour du groupe est organisé du 29 mars 2008 au 17 mai 2008. Le succès du groupe s'étend à travers l'Europe, les États-Unis ainsi que l'Amérique du Sud. À Jurassic Rock, le 8 août 2008, Mennander dit que Ruoska pourrait faire une pause durant une année. En mai 2009, Ruoska annonce un concert au Radalle.com Motopark Festival pour le 18 juillet 2009. À ce concert, le nouveau batteur du groupe est présenté, Timo Laatikainen. Il est aussi annoncé que Ruoska ne coopérait plus avec EMI Group. 
En mi-2013, le groupe joue sporadiquement sur scène.

## Membres

### Membres actuels
- Patrik Mennander - chant
- Anssi Auvinen − guitare, chœurs
- Mika Kamppi − basse, chœurs
- Teemu Karppinen − batterie

### Anciens membres
- Sami Karppinen - batterie
- Kai Ahvenranta − guitare, chœurs
- Timo Laatikainen − batterie, percussions

## Discographie

### Albums studio
- 2002 : Kuori
- 2003 : Riisu
- 2005 : Radium
- 2006 : Amortem
- 2008 : Rabies

### Singles
- 2002 : Aurinko ei nouse
- 2003 : Darmstadt
- 2005 : Tuonen viemää
- 2006 : Mies yli laidan
- 2006 : Alasin
- 2006 : Pure minua
- 2007 : Pirunkieli
- 2008 : Helvettiin jäätynyt
- 2021 : Runno

## Clips vidéo
- 2002 : Kiroan (2002)
- 2002 : Epilogi (2002)
- 2005 : Tuonen viemää (2005)
- 2006 : Mies yli laidan (2006)
- 2006 : Alasin
- 2008 : Ei koskaan